# Třída Bristol
Třída Bristol byla třída lehkých křižníků Royal Navy. Byla to první z pěti tříd křižníků souhrnně označovaných jako třída Town. Celkem bylo postaveno pět jednotek této třídy. Ve službě byly od roku 1910. Křižníky bojovaly v první světové válce. Ani jeden nebyl v boji ztracen. Vyřazeny byly v průběhu 20. let 20. století.

## Stavba
Třída Bristol představuje první lehké křižníky britského námořnictva. To na počátku 20. století získávalo především velké pancéřové křižníky, které nebyly vhodné pro průzkum. První námořní lord John Arbuthnot Fisher inicioval stavbu velkého torpédoborce HMS Swift, který se v křižníkové roli neosvědčil, a proto byla zahájena stavba středně velkých lehkých křižníků třídy Town, z nichž první sérii představovala třída Bristol. Podle původních plánů měly křižníky nést výzbroj 102mm kanónů, které by nebyly chráněny štíty, ale nakonec byla zvolena silněji vyzbrojená varianta se dvěma 152mm kanóny a deseti 102mm kanóny, jejichž obsluhu štíty chránily. Nevýhodou křižníků této třídy byla horší jejich stabilita a stísněné ubikace. Křižníky byly postaveny v letech 1909–1910.
Jednotky třídy Bristol:
| Jméno      | Loděnice   | Založení kýlu   | Spuštěna           | Vstup do služby | Poznámka              |
| ---------- | ---------- | --------------- | ------------------ | --------------- | --------------------- |
| Bristol    | John Brown | 23. března 1909 | 23. února 1910     | prosinec 1910   | Prodán do šrotu 1921. |
| Glasgow    | Fairfield  | 25. března 1909 | 30. září 1909      | září 1910       | Prodán do šrotu 1927. |
| Gloucester | Beardmore  | 15. dubna 1909  | 28. října 1909     | říjen 1910      | Prodán do šrotu 1921. |
| Liverpool  | Vickers    | 17. února 1909  | 30. října 1909     | říjen 1910      | Prodán do šrotu 1921. |
| Newcastle  | Elswick    | 14. dubna 1909  | 25. listopadu 1909 | září 1910       | Prodán do šrotu 1921. |

## Konstrukce

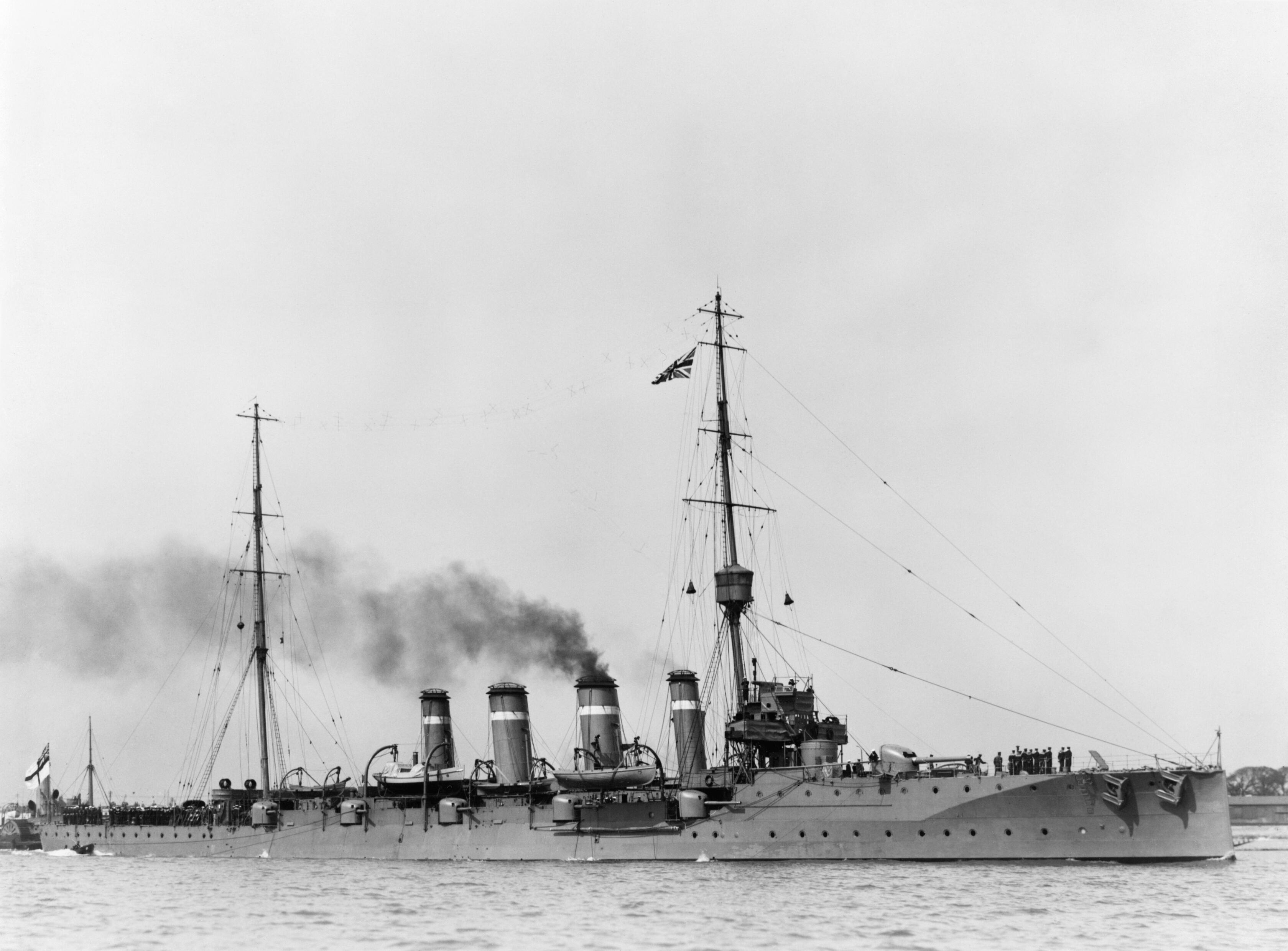
HMS Glasgow

Pohonný systém a muniční sklady chránila 20–51mm pancéřová paluba. Výzbroj tvořily dva 152mm/50 kanóny BL Mk.XI, deset 102mm/50 kanónů BL Mk.VIII, čtyři 47mm kanóny a dva 457mm torpédomety. Pohonný systém tvořilo dvanáct kotlů Yarrow a čtyři parní turbíny Parsons (Bristol měl dvě parní turbíny Brown-Curtis), o výkonu 22 000 shp, pohánějící čtyři lodní šrouby. Nejvyšší rychlost dosahovala 25 uzlů. Dosah byl 5070 námořních mil při rychlosti 16 uzlů.

### Modifikace
V letech 1915–1916 výzbroj posílil jeden protiletadlový 76mm kanón.

## Osudy

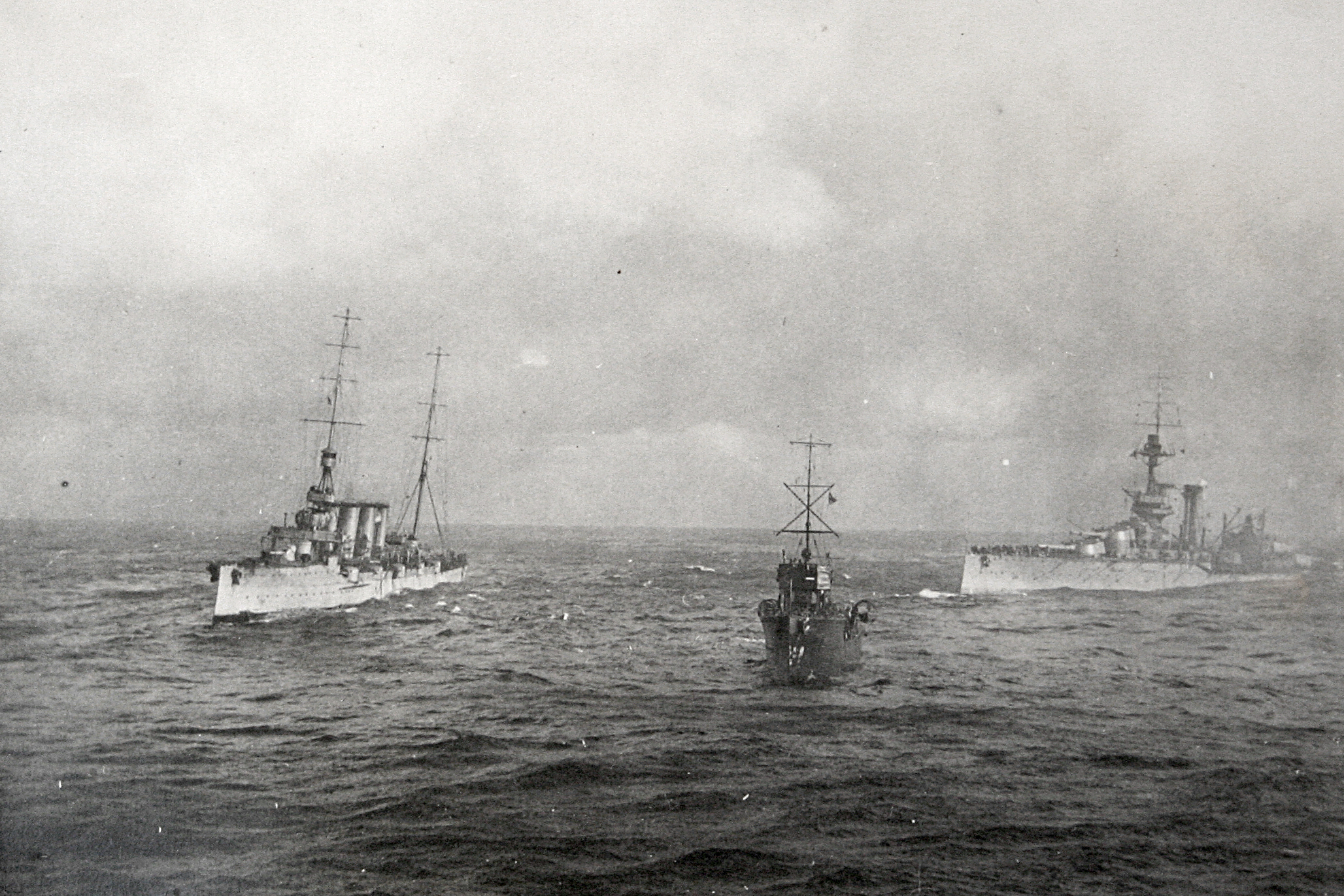
HMS Liverpool a jeden torpédoborec se pokoušejí vzít do vleku potápějící se dreadnought HMS Audacious. Fotografie byla pořízena z pasažérské lodi RMS Olympic.

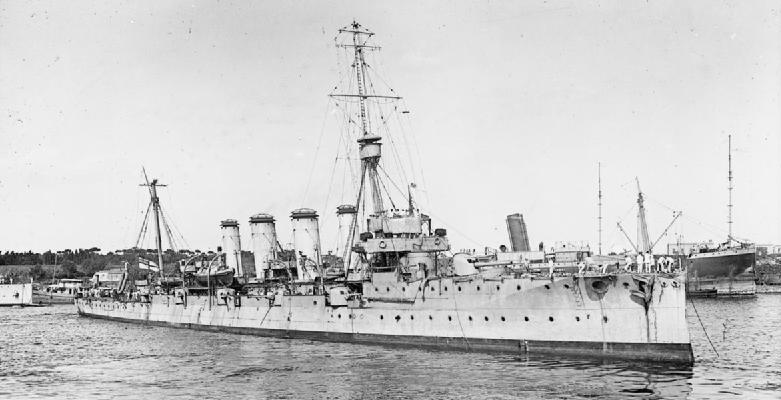
Gloucester

Křižník Gloucester byl jednou z britských lodí, které se 28. července až 10. srpna 1914 podílely na neúspěšném pronásledování křižníků Goeben a Breslau. Únik obou lodí do Istanbulu významně přispěl k zapojení Osmanské říše do první světové války na straně Centrálních mocností. Liverpool se podílel na porážce Kaiserliche Marine v první bitvě u Helgolandské zátoky. Křižník Liverpool se 27. října 1914 zapojil do neúspěšného pokusu o záchranu dreadnoughtu HMS Audacious, který najel na minu. Ten se stal první moderní bitevní lodí, kterou Britové ve válce ztratili.
Křižník Glasgow byl jedinou lodí, která přežila střetnutí britské eskadry admirála Craddocka s Německou východoasijskou eskadrou admirála von Spee v bitvě u Coronelu dne 1. listopadu 1914. Nedlouho poté se Bristol a Glasgow podílely na zničení Speeových lodí. Stalo se tak 8. prosince 1914 v bitvě u Falklandských ostrovů. Německý lehký křižník SMS Dresden tuto bitvu přečkal a skrýval se u ostrova Robinsona Crusoe, kde ho zastihly britské křižníky Glasgow a Kent. Po krátké přestřelce kapituloval. Během vyjednávání, které vedl pozdější admirál Wilhelm Canaris, loď potopila vlastní posádka.
Gloucester se v roce 1916 zapojil do bitvy u Jutska. Bristol se 15. května 1917 zapojil do bitvy v Otrantské úžině. Glasgow a Gloucester patřily k lodím, které byly 2. října 1918 nasazeny do útoku na Drač.
Všechny jednotky válku přečkaly. Vyřazeny byly postupně v průběhu 20. let — Bristol, Gloucester, Liverpool a Newcastle v roce 1921, zatímco Glasgow v roce 1927.